# Pilaster-halsgevel

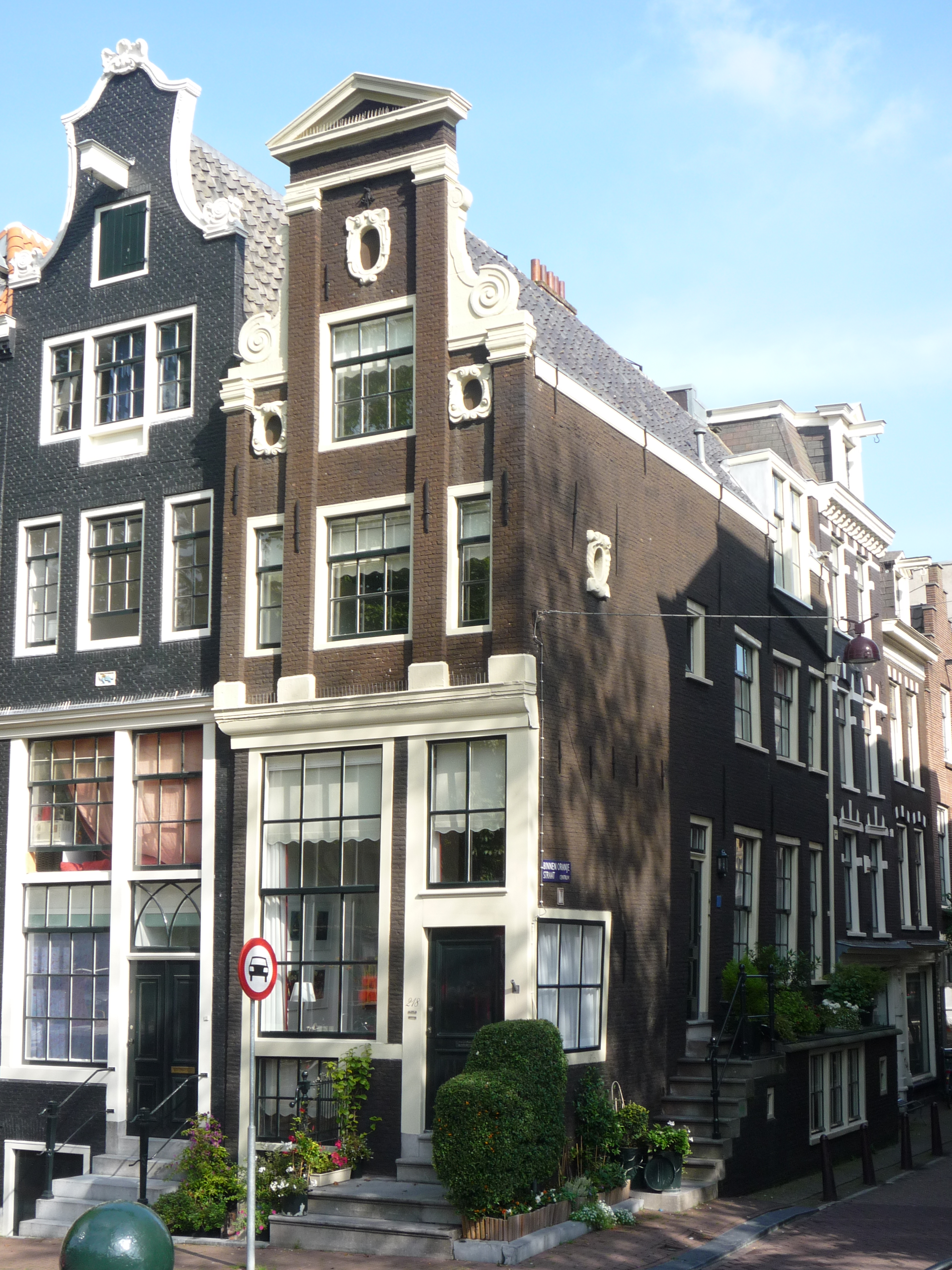
Een pilaster-halsgevel.

Een pilaster-halsgevel is een topgevel. De gevel is een tussenvorm van de pilastergevel naar de halsgevel. Het is een variant op de Vingboonsgevel. Een pilaster-halsgevel is een halsgevel met kenmerken van een pilastergevel. Zo worden er bij pilaster-halsgevels zuilen/pilasters gebruikt en is het gebouw vaak uit sobere steen opgetrokken. De pilaster-halsgevel ontstond in dezelfde tijd als de vingboonsgevel te Amsterdam. Mensen die met de mode mee wilden gaan maar die het zich niet konden veroorloven om Philips Vingboons hun huis te laten ontwerpen, kozen voor een andere architect en lieten hem een vingboonsgevel ontwerpen. De ontwikkelde gevel week enigszins af van de originele vingboonsgevel. Daarom kregen deze imitatie-gevels een andere naam, namelijk de pilaster-halsgevel.